# Dôme de Carrare
Le dôme de Carrare (en italien : Duomo di Carrara ou Insigne Collegiata Abbazia Mitrata di Sant'Andrea Apostolo) est la cathédrale catholique de la ville de Carrare, dans la province de Massa-Carrara et du diocèse de Massa Carrara-Pontremoli. Elle est presque entièrement recouverte d'un éblouissant marbre blanc de grande valeur, extrait des carrières proches.

## Description
La cathédrale est de plan rectangulaire, à trois nefs, avec une abside semi-circulaire.

## Vues

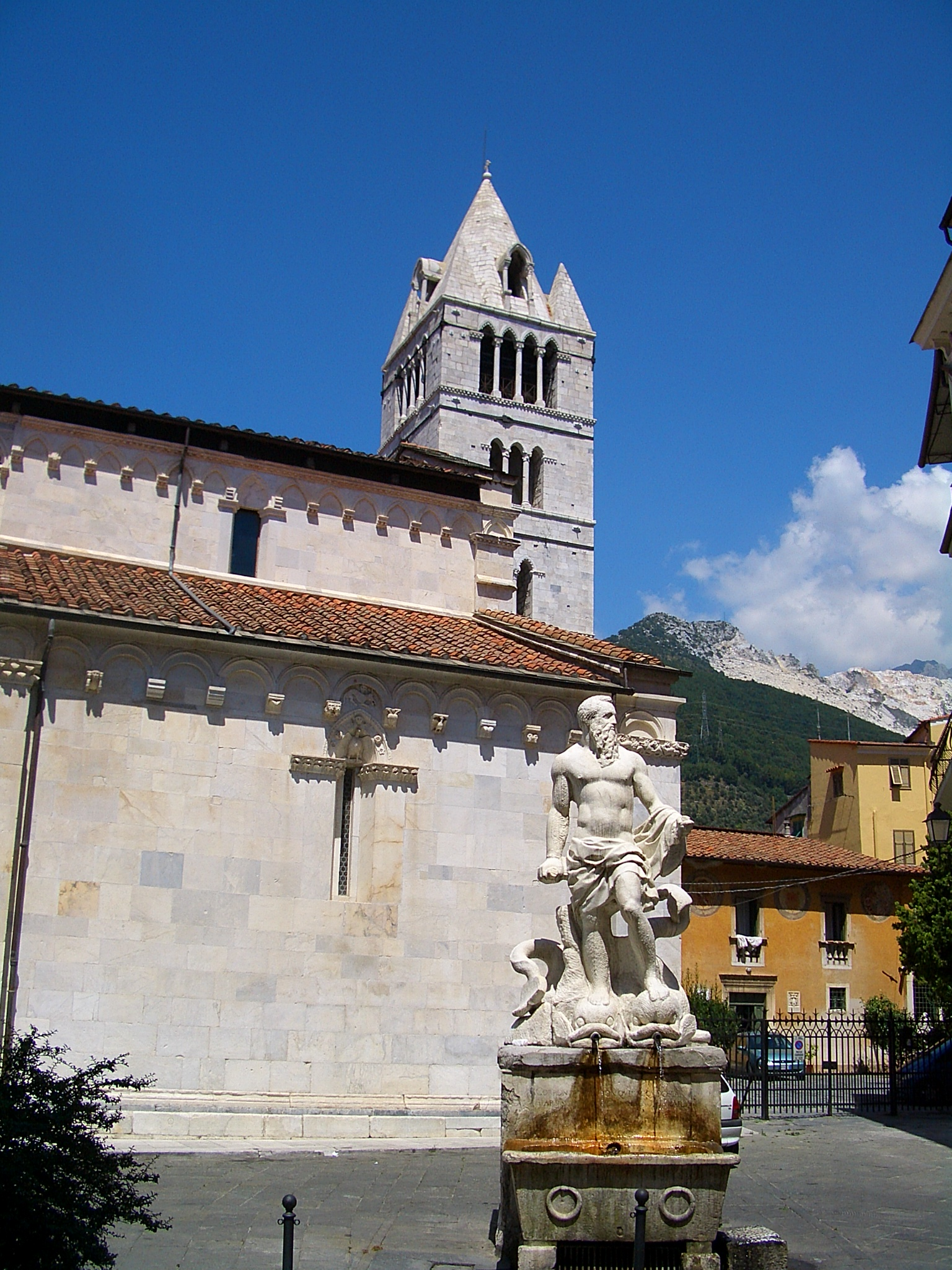
Le colosse de Baccio Bandinelli et la partie absidiale de la cathédrale.
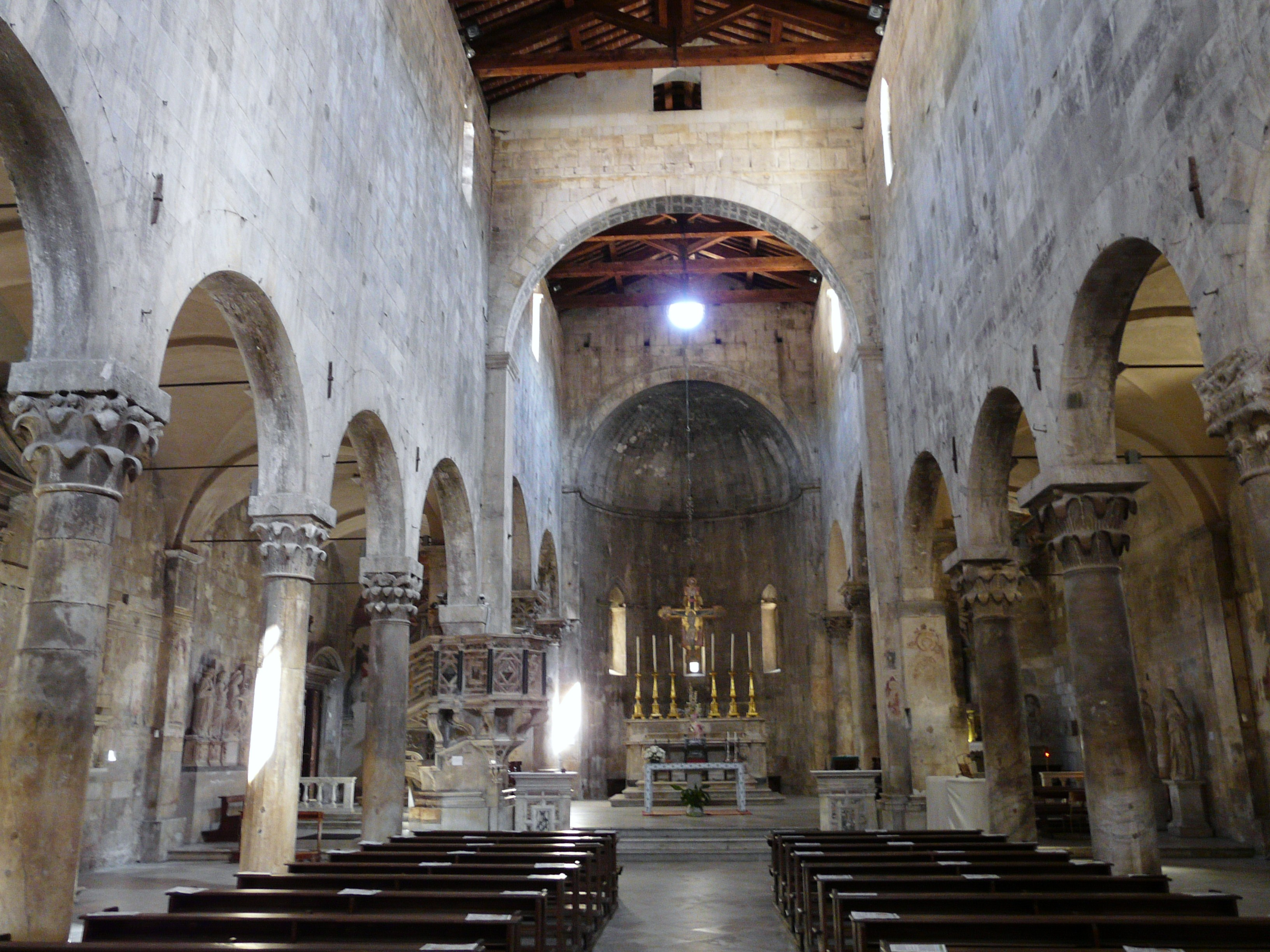
L'intérieur.
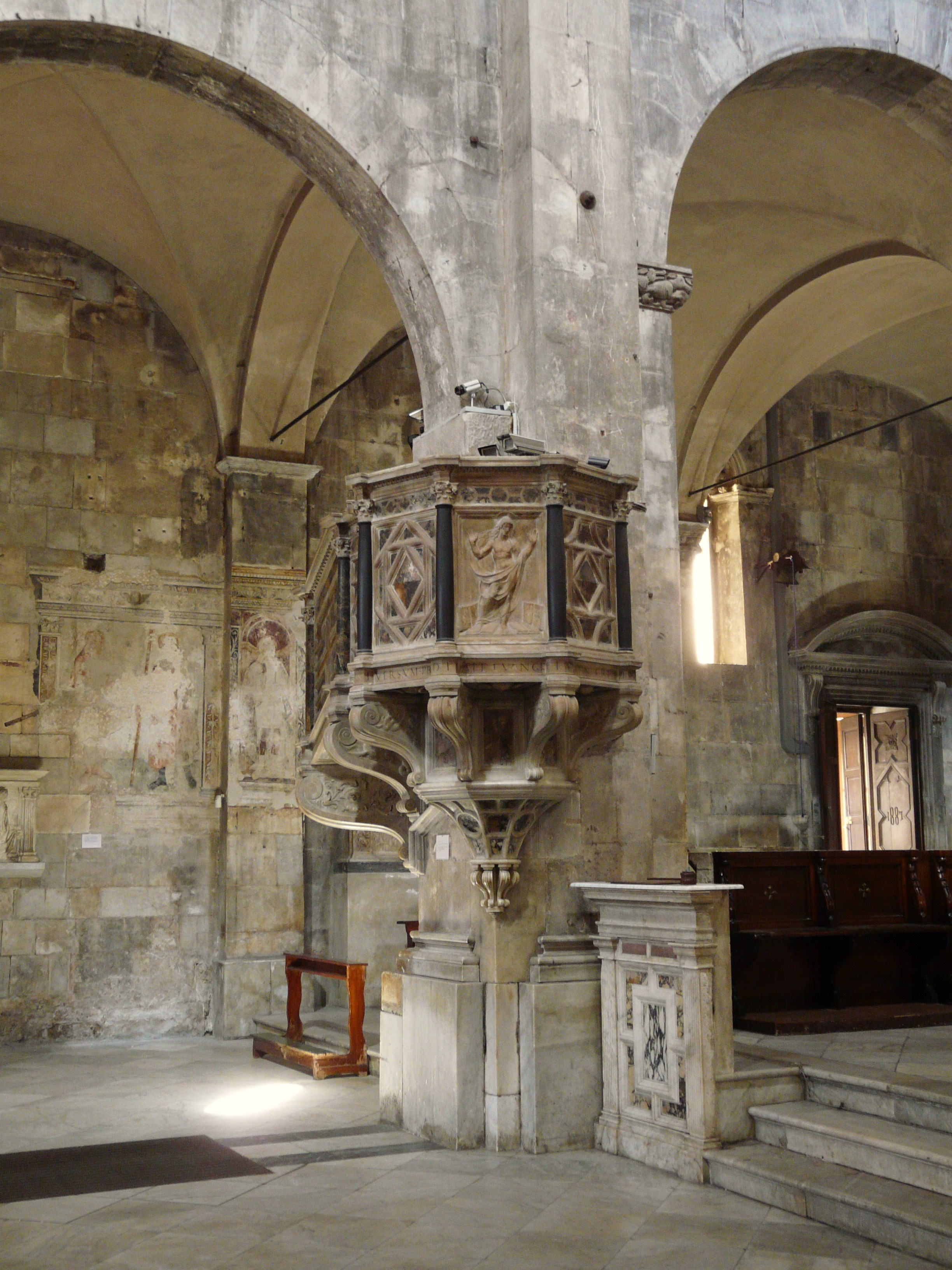
La chaire.
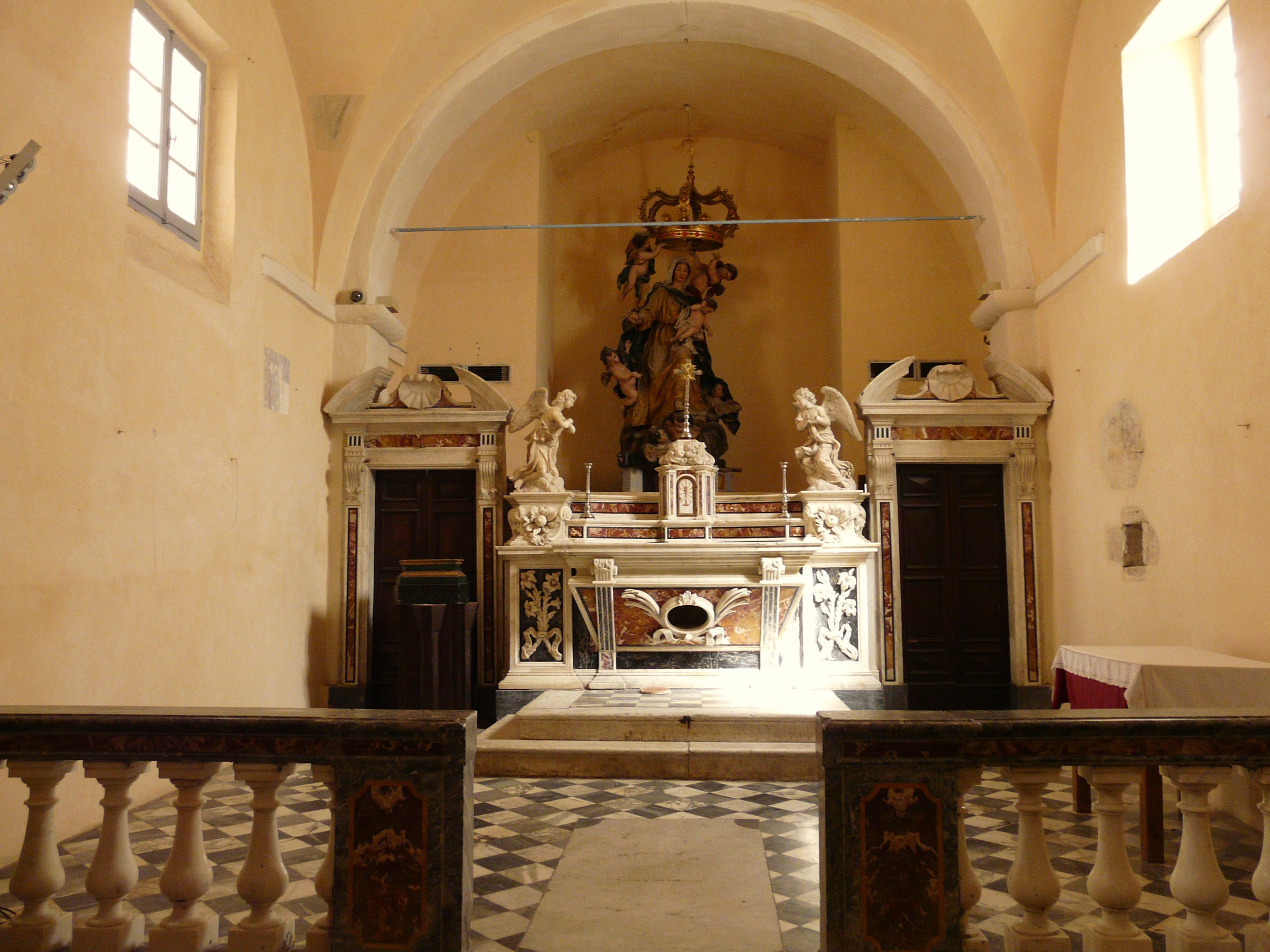
L'oratoire de la Grande Compagnie.

## Source de la traduction
- (it) Cet article est partiellement ou en totalité issu de l’article de Wikipédia en italien intitulé « Duomo di Carrara » (voir la liste des auteurs).